# La Poitevinière
La Poitevinière és un municipi francès situat al departament de Maine i Loira i a la regió de País del Loira. L'any 2007 tenia 1.001 habitants.

## Demografia

### Població
El 2007 la població de fet de La Poitevinière era de 1.001 persones. Hi havia 367 famílies de les quals 74 eren unipersonals (33 homes vivint sols i 41 dones vivint soles), 118 parelles sense fills, 159 parelles amb fills i 16 famílies monoparentals amb fills.
La població ha evolucionat segons el següent gràfic:
Habitants censats

### Habitatges
El 2007 hi havia 404 habitatges, 371 eren l'habitatge principal de la família, 8 eren segones residències i 25 estaven desocupats. 392 eren cases i 12 eren apartaments. Dels 371 habitatges principals, 296 estaven ocupats pels seus propietaris, 67 estaven llogats i ocupats pels llogaters i 7 estaven cedits a títol gratuït; 11 tenien dues cambres, 48 en tenien tres, 82 en tenien quatre i 230 en tenien cinc o més. 307 habitatges disposaven pel capbaix d'una plaça de pàrquing. A 164 habitatges hi havia un automòbil i a 182 n'hi havia dos o més.

### Piràmide de població
La piràmide de població per edats i sexe el 2009 era:
| Homes | Edats   | Dones |
| ----- | ------- | ----- |
| 0     | 95 o +  | 0     |
| 0     | 90 a 94 | 0     |
| 4     | 85 a 89 | 8     |
| 0     | 80 a 84 | 4     |
| 24    | 75 a 79 | 28    |
| 28    | 70 a 74 | 28    |
| 16    | 65 a 69 | 24    |
| 20    | 60 a 64 | 16    |
| 16    | 55 a 59 | 4     |
| 16    | 50 a 54 | 24    |
| 32    | 45 a 49 | 20    |
| 56    | 40 a 44 | 56    |
| 28    | 35 a 39 | 24    |
| 48    | 30 a 34 | 40    |
| 40    | 25 a 29 | 32    |
| 32    | 20 a 24 | 32    |
| 32    | 15 a 19 | 40    |
| 40    | 10 a 14 | 40    |
| 24    | 5 a 9   | 36    |
| 52    | 0 a 4   | 16    |

## Economia
El 2007 la població en edat de treballar era de 614 persones, 512 eren actives i 102 eren inactives. De les 512 persones actives 480 estaven ocupades (276 homes i 204 dones) i 32 estaven aturades (6 homes i 26 dones). De les 102 persones inactives 33 estaven jubilades, 43 estaven estudiant i 26 estaven classificades com a «altres inactius».

### Ingressos
El 2009 a La Poitevinière hi havia 391 unitats fiscals que integraven 1.068 persones, la mediana anual d'ingressos fiscals per persona era de 14.938 €.

### Activitats econòmiques
Dels 31 establiments que hi havia el 2007, 1 era d'una empresa extractiva, 1 d'una empresa alimentària, 1 d'una empresa de fabricació de material elèctric, 1 d'una empresa de fabricació d'altres productes industrials, 8 d'empreses de construcció, 6 d'empreses de comerç i reparació d'automòbils, 3 d'empreses de transport, 1 d'una empresa d'hostatgeria i restauració, 1 d'una empresa financera, 1 d'una empresa immobiliària, 4 d'empreses de serveis i 3 d'empreses classificades com a «altres activitats de serveis».
Dels 9 establiments de servei als particulars que hi havia el 2009, 1 era una oficina de correu, 1 taller de reparació d'automòbils i de material agrícola, 2 fusteries, 2 lampisteries, 1 electricista i 2 perruqueries.
L'únic establiment comercial que hi havia el 2009 era una fleca.
L'any 2000 a La Poitevinière hi havia 66 explotacions agrícoles que ocupaven un total de 2.451 hectàrees.

## Equipaments sanitaris i escolars
El 2009 hi havia una escola elemental.

## Poblacions més properes
El següent diagrama mostra les poblacions més properes.